# Ribare (gmina Žagubica)
Ribare (cyr. Рибаре) – wieś w Serbii, w okręgu braniczewskim, w gminie Žagubica. W 2011 roku liczyła 356 mieszkańców.